# Eduard Lassen
Eduard Lassen (Copenaghen, 13 aprile 1830 – Weimar, 15 gennaio 1904) è stato un compositore e direttore d'orchestra danese naturalizzato belga.
Sebbene fosse di nascita danese, ha trascorso gran parte della sua carriera lavorando come direttore musicale presso la corte di Weimar.
Compositore moderatamente prolifico, Lassen ha prodotto musica spaziando tra diversi generi, tra cui opere liriche e sinfoniche, brani per pianoforte, lieder e altre opere vocali. Proprie quest'ultime furono le composizioni di maggior successo in vita, in particolare brani per voce e pianoforte in cui spesso vengono richiamati elementi della musica tradizionale tedesca o belga.

## Biografia
Nato a Copenaghen, è cresciuto tuttavia a Bruxelles studiando presso il conservatorio cittadino. Qui, ha vinto premi per pianoforte (1844) e composizione (1847), mentre uno dei più prestigiosi, il Prix de Rome belga vinto nel 1851, gli diede l'opportunità di fare un lungo tour in Germania e in Italia.
Durante il tour incontrò Louis Spohr e Franz Liszt e compose gran parte della sua prima opera Le roi Edgard . Dopo essere tornato a Bruxelles nel 1855, Lassen cercò attivamente di eseguire la sua opera ma non fu in grado di farlo. Liszt, tuttavia, accettò di mandarla in scena al teatro Grossherzogliches (ora Staatskapelle Weimar) ed essa fu presentata a Weimar nel 1857.
L'anno seguente Liszt raccomandò Lassen come suo sostituto a direttore della musica di corte a Weimar, che prevedeva la direzione sia dell'opera che dell'orchestra di corte. Accettò il lavoro e rimase in quel ruolo fino al suo pensionamento nel 1895. Durante l'incarico, diresse diverse anteprime mondiali, tra cui la prima rappresentazione di Samson et Dalila di Camille Saint-Saëns nel 1877. Ha inoltre diretto la prima rappresentazione a Weimar e il primo al di fuori di Monaco di Baviera, del  Tristano e Isotta (1874) di Wagner.
Rimase a Weimar dopo il suo pensionamento e vi morì nel 1904, poco dopo aver ricevuto un dottorato onorario dall'Università di Jena.

## Opere
Lassen ha scritto quattro opere liriche oltre che una significativa quantità di musica strumentale come, ad esempio, l'Edipo Re, due sinfonie, un concerto per violino in re maggiore Op.87 (1888), una marcia per orchestra sinfonica, due ouverture e diversi brani per pianoforte. Ha anche prodotto una notevole quantità di musica corale, lieder e brani per voce e pianoforte.
Molte di queste sue canzoni, ad esempio Vöglein wohin so schnell, furono tradotte in inglese e francese e acquisirono un discreto successo verso la fine del XIX secolo.